# Drobeta-Turnu Severin
Drobeta-Turnu Severin (latinsko Drobeta, staroslovansko Siverin)  je mesto na levem bregu Donave ob izhodu iz Železnih vrat v okraju (județul) Mehedinți, Oltenija, Romunija.  Leta 2011 je imela  92.617 prebivalcev.

## Ime
V rimskem obdobju se je mesto imenovalo Drobeta.
Drugi del imena so zgodovinarji  prvotno povezovali z rimskim cesarjem Aleksandrom Severjem. Kasneje se je izkazalo, da izhaja iz staroserkvenoslovanske besede sěverъ, ki pomeni sever, se pravi mesto na severu. Beseda Turnu pomeni stolp in se nanaša na stolp ne severnem bregu Donave, ki so ga zgradili Bizantinci.

## Geografija in podnebje
Mesto Drobeta-Turnu Severin  stoji  na skrajnem zahodnem  robu romunske regije Oltenije, ki je bila del nekdanje kneževine Vlaške. Od Timişoare na severozahodu je oddaljeno 220 km, od Craiove in Bukarešte na vzhodu pa 113 oziroma 353 km. Severno od mesta se začenjajo južni obronki Karpatov, južno od njega pa Vlaška nižina.  Na nasprotnem bregu Donave je srbsko mesto Kladovo. 
Mesto ima submediteransko podnebje s toplimi  poletji in milimi zimami. V njem in njegovi okolici zato uspevajo magnolije, kavkaški orehi, ginko, mandljevci, figovci, španski bezeg, lipe in lešniki. 

## Zanimivosti
Največja mestna zanimivost so ostanki Trajanovega mostu čez Donavo, ki ga je za cesarja Trajana leta 105 zgradil arhitekt Apolodor iz Damaska. Dolg je bil 1.135 m, širok 15 m in visok 19 m. stal je na 20 masivnih kamnitih stebrih, gornji del pa je bil lesen.
Med druge zanimivosti spadata vodni stolp in ostanki srednjeveške trdnjave na obali Donave.